# Юркевич Володимир Іванович
Володимир Іванович Юркевич (2 грудня 1923, Самбір, нині Львівської області — 7 травня 1985, Нью-Йорк) — український музикант-бандурист.

## Життєпис
Народився в м. Львові. У 1920-их зустрічався з Юрієм Сінґалевичем і почав вивчати у нього гру на бандурі. Пізніше з ним та Степаном Ганушевським та Семеном Ластовичом створив ансамбль. Бандуру для нього зробив С. Ластович на базі бандури конструкція Костя Місевича. Під час Другої світової війни вступив добровольцем до Дивізії Галичина і воював в битві під Бродами. Вступив до УПА.
Виїхав до Німеччині де грав в ансамблі разом з Степаном Малюцою та Зіновієм Штокалком а пізніше з Данилом Кравченком та Григорієм Бажулем.
Переїхав до США в 1950 р. В 1952 р. разом з С. Ганушевським записав платівку з піснями УПА. В 1972 р. створив капелу бандуристів колишніх вояків Дивізії Галичина які жили в околиці Нью-Йорку. Випустив платівку зі записами цієї капели. В 1979 р. став художнім керівником Нью-Йоркської школи кобзарського мистецтва.

## Учні
- Горняткевич Андрій